# Автошлях Т 0301
Автошля́х Т0301 — автомобільний шлях територіального значення у Волинській області. Пролягає територію Шацького району від Залісся до перетину з Т 0302. Загальна довжина — 13,7 км.

## Маршрут
Автошлях проходить через такі населені пункти:
| Автошлях Т 0301   |        |
| Волинська область |        |
| Шацький район     |        |
| Залісся           |        |
| Пульмо            |        |
| Шацьк             |        |
|                   | Т 0302 |